# バスコンセロス図書館
バスコンセロス図書館（バスコンセロスとしょかん、スペイン語: Biblioteca Vasconcelos）はメキシコシティの中心地にある図書館で、2006年5月16日に完工し、同年6月1日に開館した。その特異な設計によってしばしば美術・建築関係の雑誌や出版物に取りあげられる。

## 概要
図書館の名はメキシコ国立図書館長で20世紀はじめに読書を促進したホセ・バスコンセロスに由来する。
メキシコシティ歴史地区からみて北西にあたるブエナビスタ地区に位置し、メキシコシティ都市圏郊外鉄道の終着駅であるブエナビスタ駅の東にあたる。
図書館の建物はメキシコの建築家アルベルト・カラチ (Alberto Kalach) によって設計された。敷地面積は38,094平方メートルで、図書館本体・庭園・温室・書店が含まれる。57万5000冊の書物を収蔵しているが、最大200万冊まで収蔵可能である。1年間の延べ利用者数は172万5000人を超え、ラテンアメリカでもっともよく利用される図書館のひとつになっている。
当初の見積もりでは図書館の建設に9億5400万ペソ（約9800万ドル）が必要とされた。連邦議会は予算の削減を提案したが、国民行動党（ビセンテ・フォックス大統領の与党）は、エンシクロメディア（en:Enciclomedia、失敗に終わったオンライン教材プロジェクト）のための予算を図書館のために使うことを提案した。
天井と壁は透明なガラス張りで、内部は明るい。地上3階・地下1階からなる。駐車場には325台の車が駐車できる。

## 内部

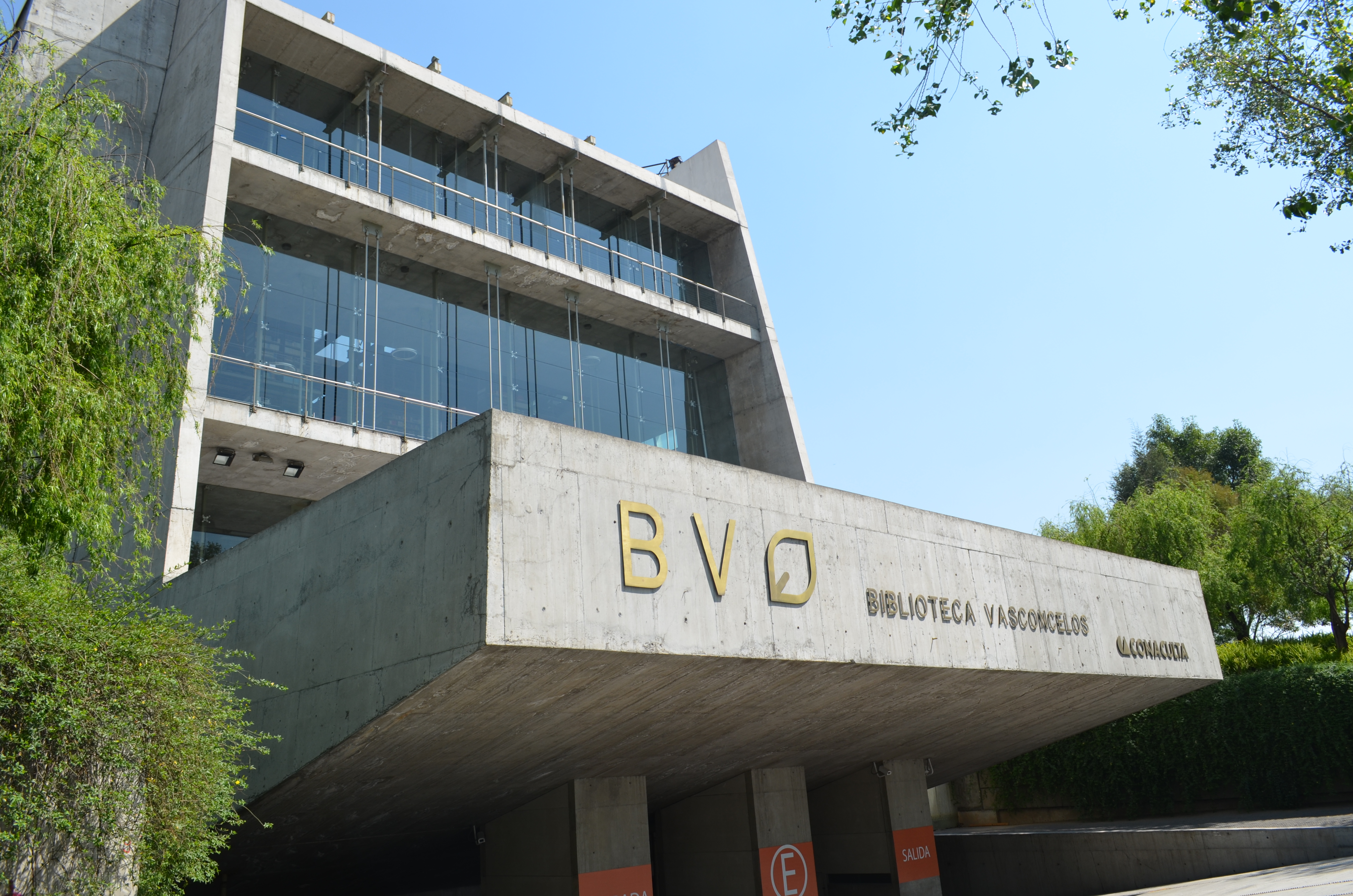
図書館入口

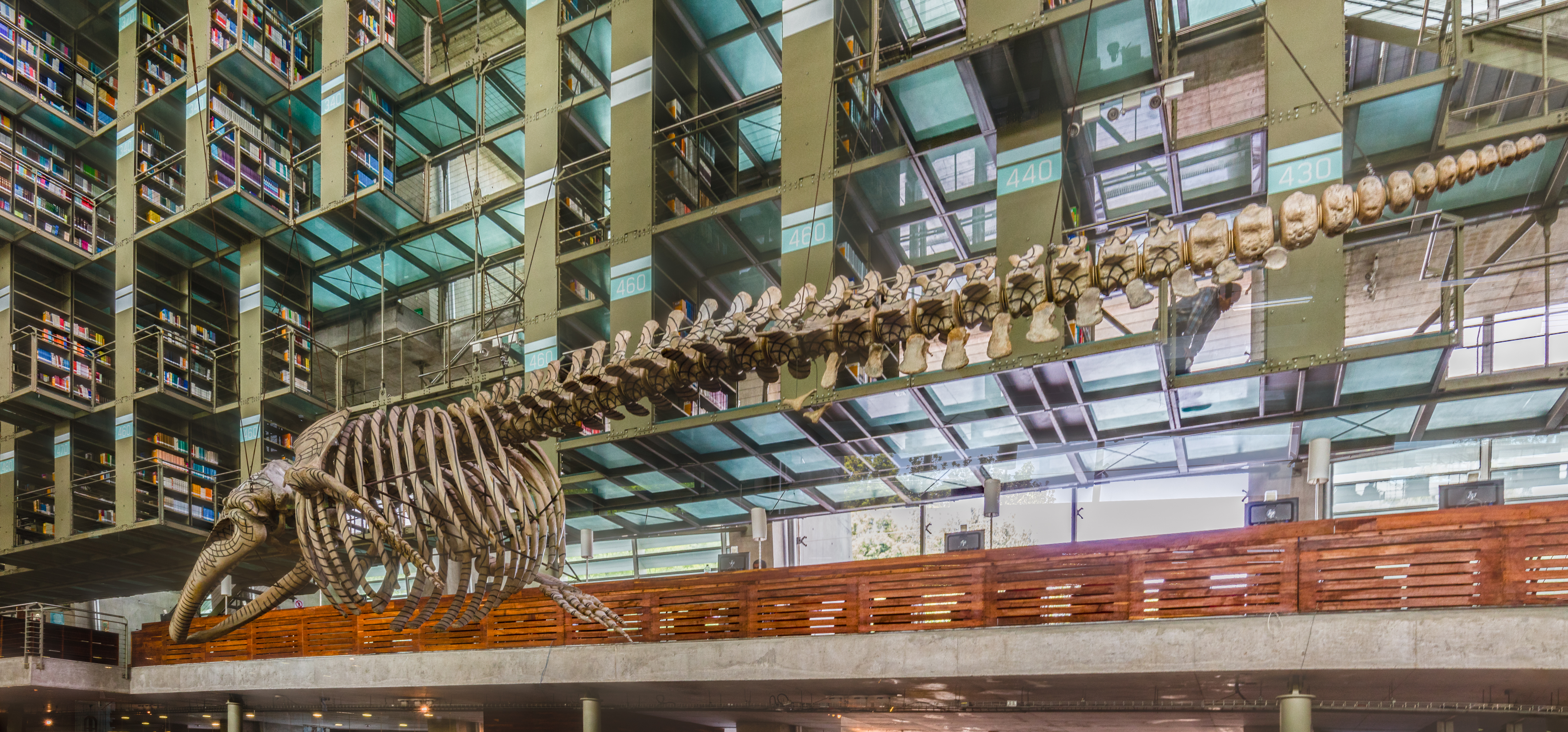
コククジラの骨格（オロスコ作）

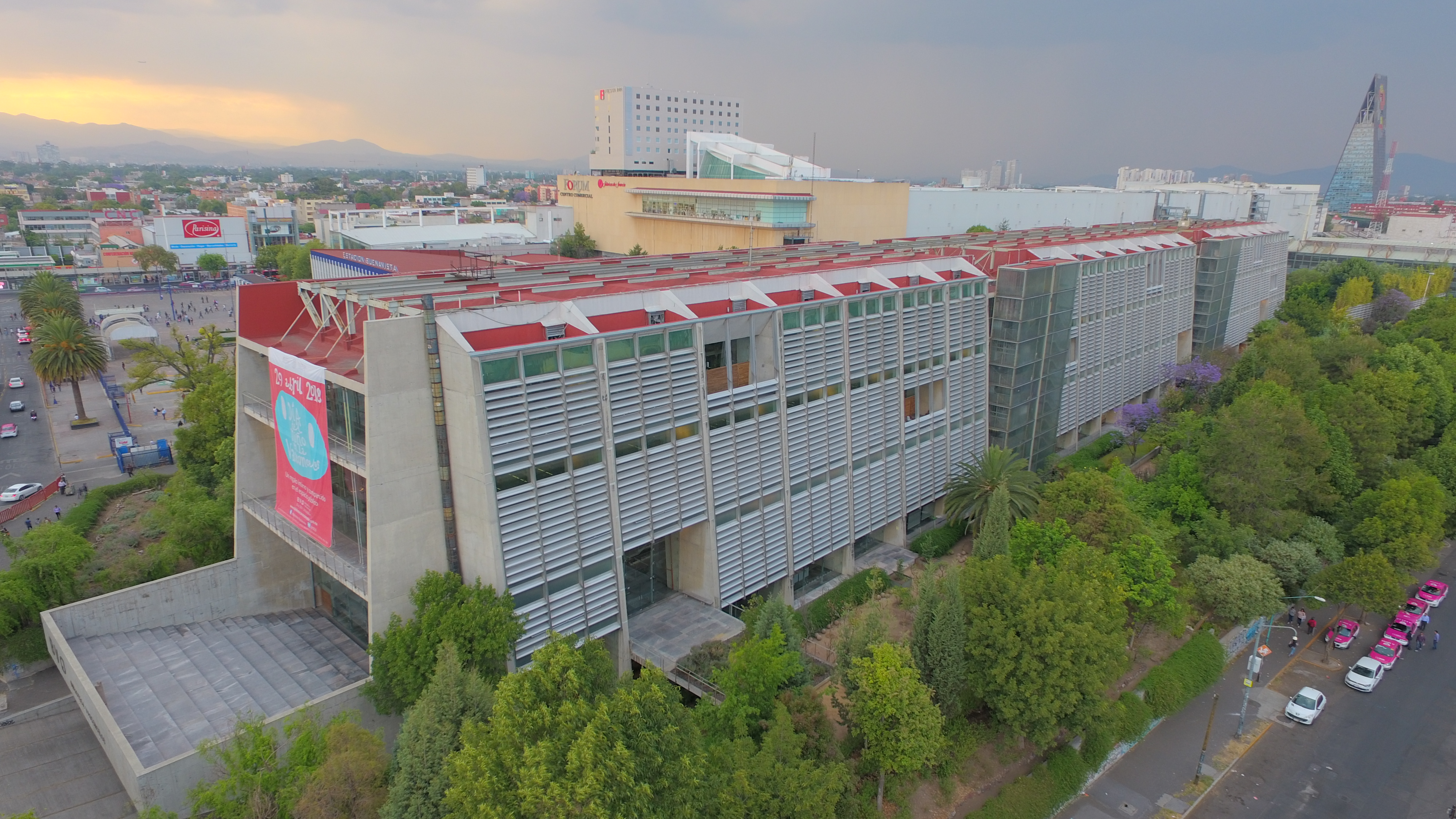
外観

書物はデューイ十進分類法に従って分類されている。書物の一覧は公式ウェブサイトから検索可能である。
マルチメディア室、子供室、点字室、音楽室、ホール、多目的室があり、インターネットに無償で接続できるコンピューターが640台設置されている。
図書館の中にはメキシコの芸術家によるさまざまな彫刻が設置されている。もっとも衝撃的な作品はメインフロア中央に浮かぶガブリエル・オロスコ作の「Mátrix Móvil」（海棲哺乳類の骨格を模した彫刻）だろう。
開館10周年を記念して、2016年に新しいスペースとコレクションが公開された。

## 建設の経緯
2001年、国家文化芸術庁のサリ・ベルムデスはシウダデラ (es:La Ciudadela (Ciudad de México)) にあるメキシコ図書館の改築をビセンテ・フォックス大統領に提案した。2003年5月16日に国際コンペが開かれ、10月3日にアルベルト・カラチ案の採用が発表された。
カラチ案の特徴は庭園にあり、大都市の喧騒から離れて自然のパノラマを楽しむ文化的スペースを構築しようとした。庭園は26000平方メートルの広さがあり、メキシコ盆地およびメキシコに自生する植物が優先された。建物は35メートルの幅があり、各82メートルからなる3つのブロックに分けられる。鋼鉄とガラス製の本棚は空中に吊るされ、蔵書数に応じて増減できる。
照明は大部分自然光によってまかなわれる。建物の周囲に大きな窓があり、北側で鋸の歯状に配置されている。光が館内に直接差しこむことはなく、書物がいたむことを防いでいる。
開館当時、賛成派はメキシコシティ北部に文化施設がないこと、メキシコシティ都市圏からの利用者が増大していることをあげた。反対派は建設にかかる費用が大きいこと、中央集権的に大きな図書館を作るよりも各地に多くの図書館を建てるべきであることをあげた。
2006年5月16日に図書館は完工し、ビセンテ・フォックス大統領はこの図書館が21世紀でもっとも進歩した建築物のひとつだと述べた。しかし工事が急いで行われた結果、多くの問題点が見つかり、水漏れを原因として2007年3月に一時休館した。監査によって工事に36箇所の問題点が発見された。中でも大理石のブロックの配置の問題が目立っており、修正に1500万ペソ（約140万ドル）を必要とした。次のフェリペ・カルデロン大統領の時代にさらに3200万ペソ（約300万ドル）を費して修復作業が継続された。修復が終わるまでに2年近くを要した。